# 호남지역사업평가원
호남지역사업평가원(湖南地域事業評價院, Honam Institute for Regional Program Evaluation)은 산업생태계 역량 강화를 통한 지역산업발전과 국가경쟁력 향상에 기여하기 위하여 설립된 재단법인이다. 광주광역시 북구 첨단과기로 333에 있다.

## 연혁
- 2009년 2월 광역권별 선도산업 확정
- 2009년 5월 초대 남기석 단장 취임
- 2009년 7월 호남광역경제권선도산업지원단 출범
- 2012년 4월 제2대 김동근 단장 취임
- 2013년 2월 호남지역사업평가원 출범 및 초대 김동근 원장 취임 (호남광역경제권선도산업지원단, 광주·전북·전남지역산업평가단 통합)
- 2015년 5월 호남지역사업평가원은 (재)광주지역사업평가단으로 법인변경되었고, (재)전남지역사업평가단 및 (재)전북지역사업평가단이 독립 재단법인으로 출범하였다.

## 조직

### 호남지역사업평가원장
- 운영지원실

#### 광역사업평가단
- 신재생에너지산업실
- 라이프케어산업실
- 광융·복합산업실
- 친환경수송기계산업실

## 같이 보기
- 한국산업기술진흥원
- 강원지역사업평가원
- 충청지역사업평가원
- 대경지역사업평가원
- 동남지역사업평가원
- 제주지역사업평가원
- 전북테크노파크
- 전남테크노파크